# Elend
Elend – grupa utworzona w 1993 r. przez kompozytorów i multiinstrumentalistów Iskandara Hasnawi (Francja) oraz Renauda Tschirnera (Austria).

## Dyskografia
- Leçons de Ténèbres (1994)
- Les Ténèbres du Dehors (1996)
- Weeping Nights (1997)
- The Umbersun (1998)
- Winds Devouring Men (2003)
- Sunwar the Dead (2004)
- A World In Their Screams (2007)